# Максвелл Воледзі
Максвелл Воледзі (англ. Maxwell Woledzi, нар. 2 липня 2001, Аккра) — ганський футболіст, захисник норвезького клубу «Фредрікстад». Виступав також за клуби «Норшелланн» та «Віторія» (Гімарайнш). Володар Кубка Норвегії.

## Ігрова кар'єра
Максвелл Воледзі народився 2001 року в місті Аккра. Розпочав займатися футболом на батьківщині в команді «Райт ту Дрім Академі», пізніше перейшов до школи данського клубу «Норшелланн». У 2020 році Воледзі розпочав грати за основну команду клубу «Норшелланн», в якій виступав до 2022 року, взявши участь у 28 матчах чемпіонату. У 2022 році ганський захисник перейшов до складу португальського клубу «Віторія» (Гімарайнш), проте в основному складі команди так і не зіграв, і в 2023 році перейшов до норвезького клубу «Фредрікстад». У складі команди Воледзі в 2024 році став володарем Кубка Норвегії.

## Титули і досягнення
- Володар Кубка Норвегії (1):

«Фредрікстад»: 2024